# Pauluskirche (Aschaffenburg)

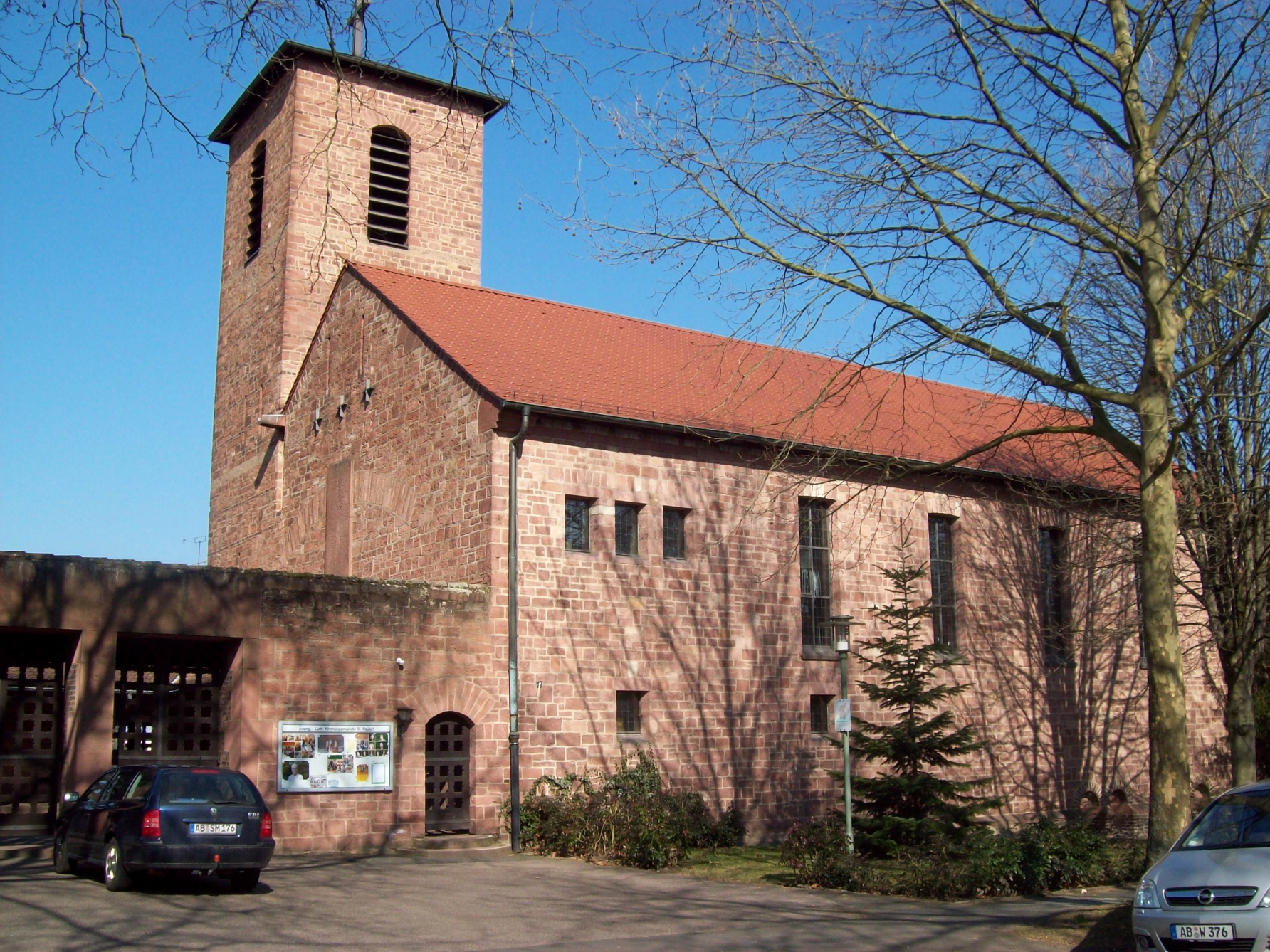
Pauluskirche, Aschaffenburg-Damm 2011

Die Pauluskirche (St. Paulus) ist nach der Christuskirche das zweite evangelische Gotteshaus in Aschaffenburg im Stadtteil Damm.

## Geschichte

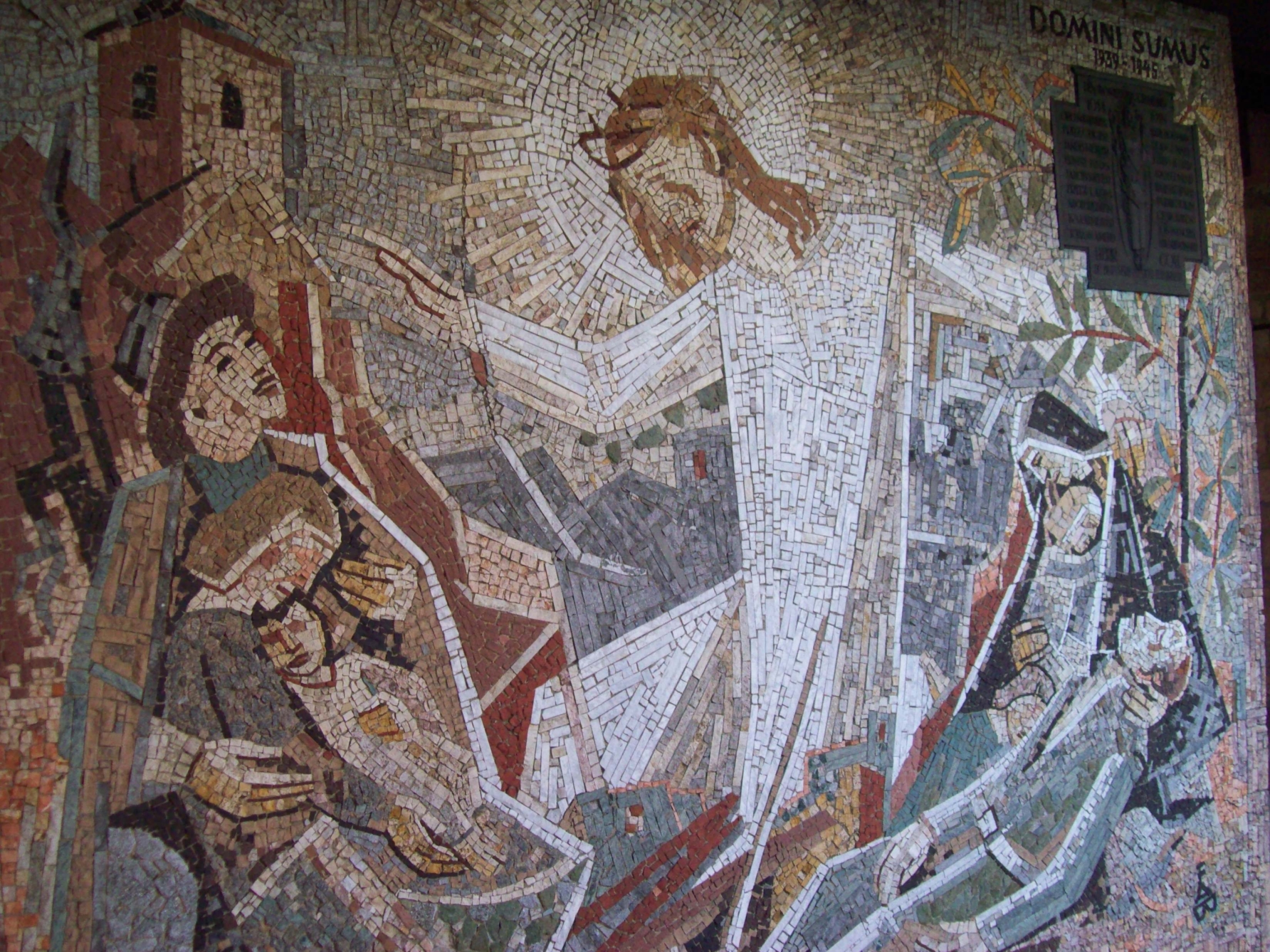
Mosaik im Innenhof

Aus einer kleinen Gruppe evangelischer Christen entstand Anfang des zwanzigsten Jahrhunderts die erste protestantische Gemeinde im Stadtteil Damm. Zu ihren ersten Gottesdiensten kamen sie in der Dämmer Schule zusammen.
Nach dem Ersten Weltkrieg erwarb die „Evangelische Kirche Aschaffenburg Nord“ eine Lazarett-Baracke als Kirchenraum. Das Grundstück hatten sie bereits 1908 am Rande des alten Ortskerns von Damm erworben. Den ersten Gottesdienst mit einem Pfarrer aus der Aschaffenburger Christuskirche wurde am 7. August 1921 gefeiert. Später erwarb man das Nachbargrundstück an der später ausgebauten Paulusstraße. Mit der Grundsteinlegung am 4. September 1932 entstand aus rotem Mainsandstein ein neoromanischer Kirchenbau, ein Rechtecksaal mit vier Fensterachsen und Ostapsis. Noch während des Baus stürzte am 4. Oktober 1932 der bereits gemauerte Turm wieder ein. Der quadratische Turm mit niedrigem Pyramidendach verbindet sich seitlich mit der Westfassade. Im Frühjahr 1934 war der Bau vollendet und wurde am 8. April eingeweiht. 
Am 21. November 1944 zerstörten Luftminen Kirche und Pfarrhaus, bereits am 24. September wurde das Dach durch Brandbomben beschädigt. Nach dem Krieg versammelten sich die evangelischen Christen in einem Betsaal in der Behlenstraße. 1953 begann der Wiederaufbau und nach der Grundsteinlegung durch Dekan Georg Kaeßler am 4. Oktober 1953 wurde das neuentstandene Gotteshaus am 12. September 1954 eingeweiht. Die Anzahl der Fenster im Hauptschiff von bisher vier wurden auf fünf erhöht und das Pfarrhaus, zunächst einstöckig, wurde ebenfalls wieder auf die ursprüngliche Höhe aufgestockt. 
Im Innenhof der Pauluskirche wurde 1958 in Verbindung mit einem Mosaik des Glattbacher Malers Alois Bergmann-Franken eine Bronzeplatte in Gestalt eines Eisernen Kreuzes angebracht (Künstler: Fried Heuler, um 1930). Die Platte stammt noch aus der Notkirche (Lazarettbaracke) und enthält die Namen der im Ersten Weltkrieg gefallenen evangelischen Bürger Damms.
„Mehr Licht“ war die Devise der für 2012 anstehenden Renovierung, als Aufgabe für den Aschaffenburger Architekten Joachim Kaupp. Man entfernte die dunkle Holzdecke; die Orgel, die auf der Nordseite zwei Fenster verstellte, wurde an den Eingang gezogen. Die neuen Pendelleuchten wurden eigens für die Pauluskirche entworfen. Schon im Vorfeld hatte sich die Gemeinde für die Erhaltung des Christus-Mosaik und der gewölbten Kuppel ausgesprochen. Man entfernte die Holzverkleidung, das Podest und die Kanzel, außerdem zwei Bankreihen. 
Auf einem neuen Klinkerpodest errichteten die Steinmetz-Künstler Alexander Hirte und Jelena Imgrund einen ins Zentrum gerückten massiven Sandsteinaltar, bestehend aus vier Teilen an ein Kreuz erinnernd. Der Taufstein, wie der Altar, nur aus vier kleineren Elementen, bildet den Mittelpunkt der Apsis. Anstelle der Kerzenleuchter wurden moderne helle Lichtquellen eingebaut. Ein Kanzelpult aus zwei Sandsteinelementen mit einem Metallaufsatz wurde ebenfalls neu geschaffen. So bilden Altar, Taufstein, der Osterleuchter und das Kanzelpult eine künstlerische Einheit. Das Christusmosaik aus geschmolzenem Glas- und Metallteilen, sowie Trümmersteinen, des im Krieg zerstörten Vorgängerbaus, geschaffen von Wolf-Dieter Kohler wurde gereinigt.

## Orgel
Die Orgelbaufirma Walcker aus Ludwigsburg erbaute ihr Opus 4966 im Jahre 1967, eine Orgel mit Schleifladen, mechanische Spiel- und elektrische Registertraktur; 3 Normalkoppeln, 2 freie Kombinationen, Spielschrank und Hauptgehäuse. Das Instrument hat folgende Disposition:
| I. Rückpositiv C–g3 |                  |                |
| 1.                  | Holzgedackt      | 8′             |
| 2.                  | Rohrflöte        | 4′             |
| 3.                  | Rohrnasat        | 2 ⁄3′          |
| 4.                  | Principal        | 2′             |
| 5.                  | Terzsept II      | 1 3⁄5′ + 1 ⁄7′ |
| 6.                  | Scharffzymbel IV | 2⁄3′           |
|                     | Tremulant        |                |

| II. Hauptwerk |               |       |
| 7.            | Gedecktpommer | 16′   |
| 8.            | Principal     | 8′    |
| 9.            | Gemshorn      | 8′    |
| 10.           | Octav         | 4′    |
| 11.           | Spitzflöte    | 4′    |
| 12.           | Schwiegel     | 2′    |
| 13.           | Mixtur IV     | 1 ⁄3′ |
| 14.           | Trompete      | 8′    |

| Pedal C–f1 |               |            |
| 15.        | Subbaß        | 16′        |
| 16.        | Holzprincipal | 8′         |
| 17.        | Hohlflöte     | 4′         |
| 18.        | Zink III      | 5 1⁄3′     |
| 19.        | Choralbaß III | 4′         |
| 20.        | Glockenton II | 1 ⁄3′ + 1′ |
| 21.        | Posaune       | 16′        |